# Давамеск
Давамеск, североафриканский психотропный продукт с высоким содержанием ТГК, популярный в Египте, Тунисе и Алжире в XVIII—XIX вв. Представлял собой зеленоватое «повидло», в состав которого входили корица, гвоздика, мускатный орех, фисташки, сахар, апельсиновый сок, сливочное масло, экстракт кантарид («шпанской мушки») и большое количество гашиша. В 1840-е гг. давамеск ввозился во Францию по заказу психиатра Ж. Ж. Моро, который использовал его в своих экспериментах на базе «Клуба гашишистов» (фр. Le Club des Hashischins) — парижского литературно-художественного салона 1840-х годов.. Стандартная доза давамеска составляла одну чайную ложку. Его воздействие подробно описано многими членами Клуба, в частности, Шарлем Бодлером. В настоящее время давамеск практически забыт в Северной Африке, однако похожие препараты до сих пор изготовляются в Индии, Пакистане и Бангладеш.